# 巴里·加德納
巴里·加德納（Barry Gardiner，1957年3月10日—）是一位英格蘭政治人物，他的黨籍是工黨。自1997年開始，他擔任北布倫特選區選出的英國下議院議員。他是1936年英國奧運足球隊成員約翰·加德納的兒子。